# Draconarius
Draconarius är ett släkte av spindlar. Draconarius ingår i familjen mörkerspindlar.

## Dottertaxa tillDraconarius, i alfabetisk ordning[1]
- Draconarius abbreviatus
- Draconarius absentis
- Draconarius acidentatus
- Draconarius adligansus
- Draconarius agrestis
- Draconarius altissimus
- Draconarius anthonyi
- Draconarius arcuatus
- Draconarius argenteus
- Draconarius aspinatus
- Draconarius auriculatus
- Draconarius auriformis
- Draconarius australis
- Draconarius baronii
- Draconarius baxiantaiensis
- Draconarius bituberculatus
- Draconarius brachialis
- Draconarius brunneus
- Draconarius calcariformis
- Draconarius capitulatus
- Draconarius carinatus
- Draconarius chaiqiaoensis
- Draconarius cheni
- Draconarius colubrinus
- Draconarius coreanus
- Draconarius curiosus
- Draconarius curvabilis
- Draconarius davidi
- Draconarius denisi
- Draconarius digitusiformis
- Draconarius disgregus
- Draconarius dissitus
- Draconarius dubius
- Draconarius elatus
- Draconarius episomos
- Draconarius everesti
- Draconarius exilis
- Draconarius falcatus
- Draconarius flos
- Draconarius funiushanensis
- Draconarius globulatus
- Draconarius griswoldi
- Draconarius gurkha
- Draconarius gyriniformis
- Draconarius hallaensis
- Draconarius hangzhouensis
- Draconarius haopingensis
- Draconarius himalayaensis
- Draconarius hui
- Draconarius huizhunesis
- Draconarius immensus
- Draconarius incertus
- Draconarius infulatus
- Draconarius inthanonensis
- Draconarius jiangyongensis
- Draconarius kayasanensis
- Draconarius labiatus
- Draconarius lateralis
- Draconarius linxiaensis
- Draconarius linzhiensis
- Draconarius lutulentus
- Draconarius magniceps
- Draconarius molluscus
- Draconarius monticola
- Draconarius montis
- Draconarius mupingensis
- Draconarius nanyuensis
- Draconarius naranensis
- Draconarius neixiangensis
- Draconarius nudulus
- Draconarius ornatus
- Draconarius ovillus
- Draconarius pakistanicus
- Draconarius papai
- Draconarius papillatus
- Draconarius paralateralis
- Draconarius paraterebratus
- Draconarius paratrifasciatus
- Draconarius patellabifidus
- Draconarius penicillatus
- Draconarius pervicax
- Draconarius phuhin
- Draconarius picta
- Draconarius potanini
- Draconarius promontorius
- Draconarius pseudobrunneus
- Draconarius pseudocapitulatus
- Draconarius pseudolateralis
- Draconarius pseudowuermlii
- Draconarius qingzangensis
- Draconarius quadratus
- Draconarius rotundus
- Draconarius rufulus
- Draconarius schenkeli
- Draconarius schwendingeri
- Draconarius siamensis
- Draconarius sichuanensis
- Draconarius silva
- Draconarius silvicola
- Draconarius simplicidens
- Draconarius singulatus
- Draconarius specialis
- Draconarius spirallus
- Draconarius stemmleri
- Draconarius streptus
- Draconarius striolatus
- Draconarius strophadatus
- Draconarius subtitanus
- Draconarius subulatus
- Draconarius syzygiatus
- Draconarius tentus
- Draconarius terebratus
- Draconarius tibetensis
- Draconarius tongi
- Draconarius triatus
- Draconarius trifasciatus
- Draconarius trinus
- Draconarius tryblionatus
- Draconarius tubercularis
- Draconarius uncinatus
- Draconarius venustus
- Draconarius wenzhouensis
- Draconarius wudangensis
- Draconarius wuermlii
- Draconarius yadongensis
- Draconarius yichengensis
- Draconarius yosiianus